# چناران (زبرخان)
چناران، روستایی است از توابع بخش مرکزی شهرستان زبرخان در استان خراسان رضوی ایران.قدمتی بالغ بر ۹۰۰ ساله دارد.

## موقعیت
چناران در ۴۰ کیلومتری شمال شرقی نیشابور در هفت کیلومتری شمال جادهٔ اصلی (مشهد-نیشابور) و در دامنهٔ کوه واقع شده‌است. گرینه در فاصلهٔ ۳ کیلومتری روستای چناران قرار دارد. این روستا از توابع زبرخان می‌باشد به علت فراوانی درخت‌های چنار این روستا به چناران معروف شد.

## جمعیت
این روستا در دهستان زبرخان قرار داشته و براساس سرشماری سال ۱۳۸۵جمعیت آن ۱۶۶۰نفر (۴۰۲ خانوار) بوده‌است.